# Accel Partners
Accel Partners è un'impresa statunitense con sede a Palo Alto, in California.
Accel oggi gestisce oltre 8,8 miliardi di dollari, grazie all'investimento di oltre 300 aziende, tra cui Facebook, Dropbox, Supercell, Macromedia, Medio, Spotify e molte altre.

## Storia
Accel Partners fu fondata da Arthur Patterson e Jim Swartz nel 1983.